# Loxodontomys micropus
Loxodontomys micropus је врста глодара из породице хрчкова (Cricetidae).

## Распрострањење
Присутна је у следећим државама: Аргентина и Чиле.

## Угроженост
Ова врста је наведена као последња брига, јер има широко распрострањење и честа је врста.